# زبان‌های ازبکستان
بیشتر زبان‌های ازبکستان از زبان‌های ترکی و زبان‌های ایرانی هستند. با این حال، زبان‌های حکومتی این کشور شامل زبان ازبکی به‌عنوان زبان نخست و دولتی، و زبان روسی به‌عنوان زبان قومی و مورد استفادهٔ مؤسسه‌های همگانی هستند.

## زبان‌های ترکی
زبان ازبکی یکی از زبان‌های ترکی نزدیک به زبان اویغوری است و هر دوی آن‌ها به شاخهٔ زبان‌های قارلقی از خانوادهٔ زبان‌های ترکی تعلق دارند. زبان ازبکی تنها زبانی رسمی دولتی کشور ازبکستان است و از سال ۱۹۹۲ تاکنون به‌طور رسمی با الفبای لاتین نگاشته می‌شود.
زبان قره‌قالپاقی نیز یک زبان ترکی است اما به زبان قزاقی که در جمهوری قره‌قالپاقستان صحبت می‌شود و در آن‌جا دارای وضعیت رسمی است، نزدیک‌تر می‌باشد. این زبان در ازبکستان مورد استفادهٔ بیش از نیم میلیون نفر است. بیش از ۸۰۰٬۰۰۰ نفر نیز به زبان قزاقی صحبت می‌کنند.
تا پیش از دههٔ ۱۹۲۰ میلادی، از زبان نوشتاری ازبک‌ها با نام ترکی جغتای (که پژوهشگران غربی آن را با نام زبان جغتایی می‌شناختند) یاد می‌شد و برای نگارش آن از خط نستعلیق استفاده می‌گردید. در سال ۱۹۲۶ الفبای لاتین معرفی شد و در طول دههٔ ۱۹۳۰ اصلاحات متعددی را پشت سر گذاشت. در نهایت در سال ۱۹۴۰ الفبای سیریلیک توسط متخصصان شوروی معرفی شد و تا پیش از سرنگونی اتحاد جماهیر شوروی مورد استفاده قرار گرفت. در سال ۱۹۹۳ ازبکستان دوباره به استفاده از خط لاتین (الفبای ازبکی) روی آورد که پسانتر در سال ۱۹۹۶ اصلاح شد و از سال ۲۰۰۰ تاکنون در مدرسه‌ها تدریس می‌شود. تدریس در مدرسه‌ها، کالج‌ها و دانشگاه‌ها تنها با استفاده از خط لاتین صورت می‌گیرد. تعدادی از روزنامه‌ها و وبگاه‌های محبوب ازبکستان از الفبای سیریلیک استفاده می‌کنند. برخی از متن‌ها در بعضی از شبکه‌های تلویزیونی با الفبای سیریلیک نیز تکرار می‌شوند. الفبای سیریلیک در میان نسل‌های مسن‌تر مردم ازبکستان از محبوبیت برخوردار است.

## زبان‌های هندواروپایی
اگرچه زبان روسی به‌طور رسمی در ازبکستان به‌عنوان یک زبان رسمی معرفی نشده‌است، اما به‌طور گسترده‌ای در همهٔ زمینه‌ها، از جمله اسناد رسمی از این زبان استفاده می‌شود. این زبان در کنار زبان ازبکی، زبان‌های مجاز برای مؤسسه‌های دفاتر اسناد رسمی و اداره‌های ثبت هستند. زبان روسی به‌ویژه در شهرها، برای بیشتر کاربردهای فنی، علمی، دولتی و تجاری، یک زبان مهم برای ارتباطات قومی است. این کشور همچنین محل سکونت حدود یک میلیون نفر از مردمی است که زبان مادری آن‌ها روسی است.
به‌دلیل وجود جمعیت نسبتاً زیادی از مردمی با نژاد تاجیک در شهرهای بخارا و سمرقند زبان فارسی تاجیکی هم در این شهرها به‌طور گسترده‌ای تکلم می‌شود. تکلم به این زبان در نواحی وسیعی در کاسانسای، چوست، ریشتان و ساخ در جلگهٔ فرغانه، و همچنین در بورچ‌ملا، آهنگران، باغستان در میانهٔ ناحیهٔ سیردریا، و نهایتاً در شهرسبز، نخشب، کیتاب و دره‌های رودخانه‌ای کفیرنگان و چاگانیان به‌چشم می‌خورد.
براساس برآوردهای رسمی دولتی، جمعیت تاجیک‌های ازبکستان ۴٫۷٪ از جمعیت کل ازبکستان است اما بنابر آمارهای بیشتر بنیادهای بین‌المللی، جمعیت تاجیک‌های ازبکستان می‌تواند تا ۳۰٪ از جمعیت کل ازبکستان باشد.

## قانون‌ها
هیچ الزامی از نظر زبانی برای شهروندی کشور ازبکستان وجود ندارد.